# Московский метрополитен в филателии
Тема «Московский метрополитен в филателии» — совокупность предметов филателии, включая знаки почтовой оплаты, почтовые карточки и штемпели), которые посвящены метрополитену в Москве. Филателистические материалы на эту тему издавались в Советском Союзе, России и некоторых других странах.

## Почтовые выпуски

### СССР
В СССР было выпущено более 30 почтовых марок и несколько карточек.

#### Почтовые марки
В феврале 1935 года вышли первые марки в виде серии почтовых марок СССР «Строительство первой очереди Московского метрополитена» (ЦФА [АО «Марка»] № 496—499). На четырёх марках, приуроченных к открытию первой линии метро, были изображены моменты строительства тоннелей, станции и пробный пуск электропоезда. В филателистическом обиходе серия получила название «Метро», при этом наиболее редкой в серии является почтовая миниатюра «Поезд метро в тоннеле» номиналом в 15 копеек[≡].
- Первая серия марок СССР в честь Московского метрополитена (1935). Художник И. Соколов
- Прокладка тоннеля метро (ЦФА [АО «Марка»] № 496)
- Станция метро в разрезе (проект) на фоне плана развития Московского метрополитена (ЦФА [АО «Марка»] № 497)
- Поезд метро в тоннеле (ЦФА [АО «Марка»] № 498). Самая редкая марка серии[4][^]
- Станция «Библиотека имени В. И. Ленина» (ЦФА [АО «Марка»] № 499)

Следующая серия марок была выпущена в 1938 году по поводу завершения строительства второй очереди метро и отражала архитектурный облик новых станций — «Маяковской», «Киевской», «Площади Революции»:
- Серия марок СССР 1938 года
- (ЦФА [АО «Марка»] № 634)
- (ЦФА [АО «Марка»] № 635)
- (ЦФА [АО «Марка»] № 636)
- (ЦФА [АО «Марка»] № 637)
- (ЦФА [АО «Марка»] № 638)
- (ЦФА [АО «Марка»] № 639)

В 1939 году была выпущена серия марок, посвящённая крупным архитектурным сооружениям города Москвы. Среди них была марка, связанная с метрополитеном:
- Станция метро «Динамо» (ЦФА [АО «Марка»] № 659)

Последующая серия марок была выпущена в 1947 году и была посвящена станциям третьей очереди:
- Серия марок СССР 1947 года
- Станция «Электрозаводская» (ЦФА [АО «Марка»] № 1147)
- Станция «Измайловская» (ЦФА [АО «Марка»] № 1148)
- Станция «Сокол» (ЦФА [АО «Марка»] № 1149)
- Станция «Сталинская» (ЦФА [АО «Марка»] № 1150)
- Станция «Киевская» (ЦФА [АО «Марка»] № 1151)
- Станция «Маяковская» (ЦФА [АО «Марка»] № 1152)

В 1950 году в СССР была выпущена серия почтовых марок, посвящённая открытию первого участка кольцевой линии метрополитена:
- Серия марок СССР 1950 года
- (ЦФА [АО «Марка»] № 1536)
- (ЦФА [АО «Марка»] № 1537)
- (ЦФА [АО «Марка»] № 1538)
- (ЦФА [АО «Марка»] № 1539)
- (ЦФА [АО «Марка»] № 1540)
- (ЦФА [АО «Марка»] № 1541)
- (ЦФА [АО «Марка»] № 1542)

В 1952 году в СССР была выпущена серия почтовых марок, посвящённая открытию второго участка кольцевой линии метрополитена:
- Серия марок СССР 1952 года
- Станция «Белорусская-кольцевая» (ЦФА [АО «Марка»] № 1710)
- Станция «Ботанический сад» (ЦФА [АО «Марка»] № 1711)
- Станция «Новослободская» (ЦФА [АО «Марка»] № 1712)
- Станция «Комсомольская-кольцевая» (ЦФА [АО «Марка»] № 1713)

В 1965 году была выпущена очередная серия марок, посвящённая метрополитенам разных городов СССР, среди которых были станции Москвы:
- Серия марок СССР 1965 года
- Станция «Октябрьская» (ЦФА [АО «Марка»] № 3279)
- Станция «Ленинский проспект» (ЦФА [АО «Марка»] № 3280)

### Россия
В России в 2005 году по случаю 70-летия открытия первой линии метро были подготовлены почтовый блок, конверт первого дня и спецгашение. В 2010 году в честь 75-летия Московского метро был издан художественный маркированный конверт.
| Памятный выпуск России к 70-летию Московского метрополитена (2005) | Памятный выпуск России к 70-летию Московского метрополитена (2005)                                | Памятный выпуск России к 70-летию Московского метрополитена (2005) |
| ------------------------------------------------------------------ | ------------------------------------------------------------------------------------------------- | ------------------------------------------------------------------ |
|                                                                    |                                                                                                   |                                                                    |
| Почтовый блок (ЦФА [АО «Марка»] № 1027—1028)                       | Специальное гашение первого дня производилось 25 апреля 2005 года в почтовом отделении № 1 Москвы |                                                                    |

30 апреля 2015 года в рамках продолжающейся серии «Оружие Победы» была выпущена почтовая марка с изображением бронепоезда «Московский метрополитен», построенного в 1943 году на деньги, собранные работниками метро. Были также выпущены маркированная почтовая карточка и художественный маркированный конверт с изображением этого бронепоезда.

### Другие страны
В июне 2012 года ЦАР выпустила марки, основное внимание в которых уделено скульптурам Московского метрополитена.
Московский метрополитен также встречается на марках государства Сент-Винсент и Гренадины и на марках Коморских островов.